# リヴィウ・オペラ・バレエ劇場

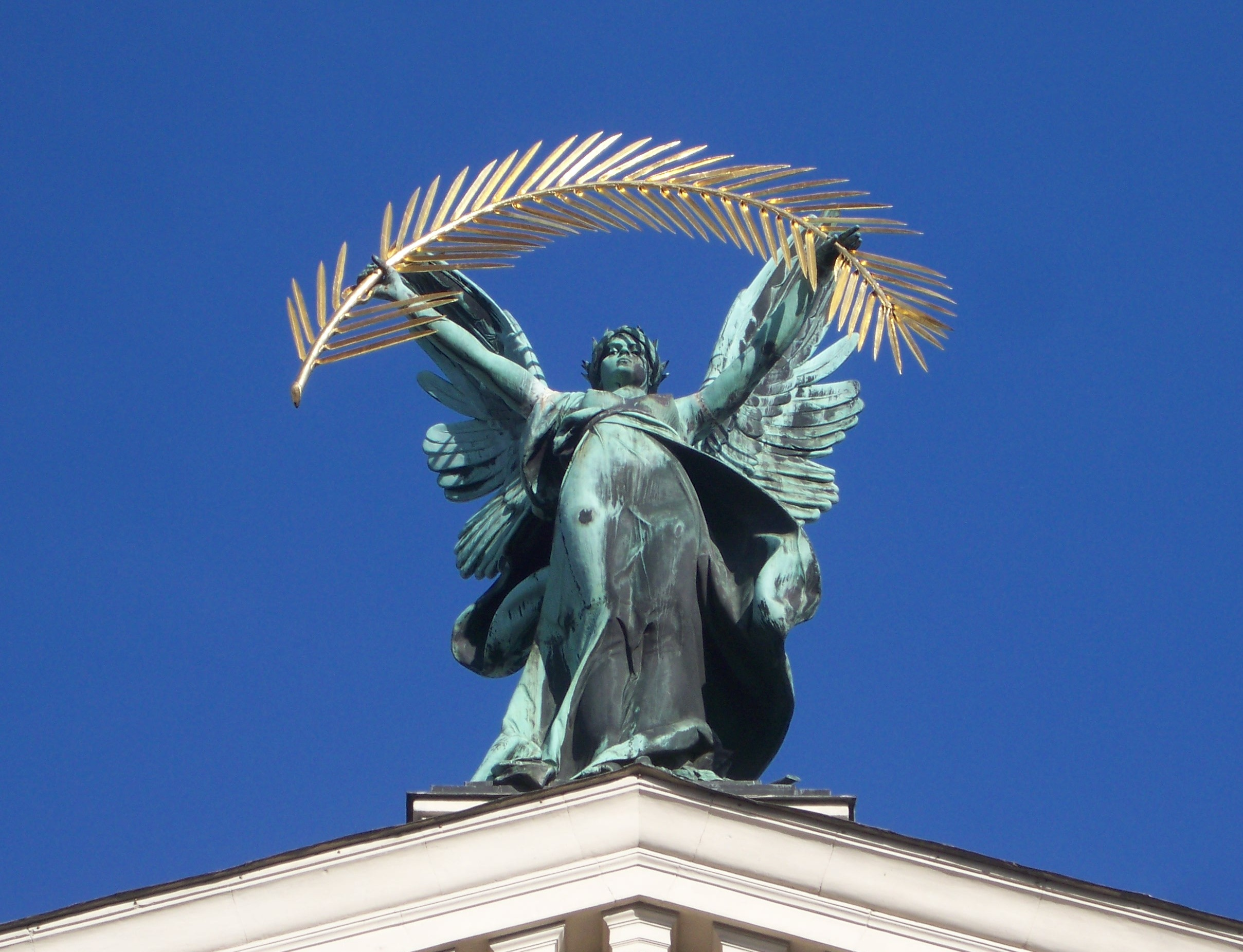
リヴィウオペラ栄光の彫刻

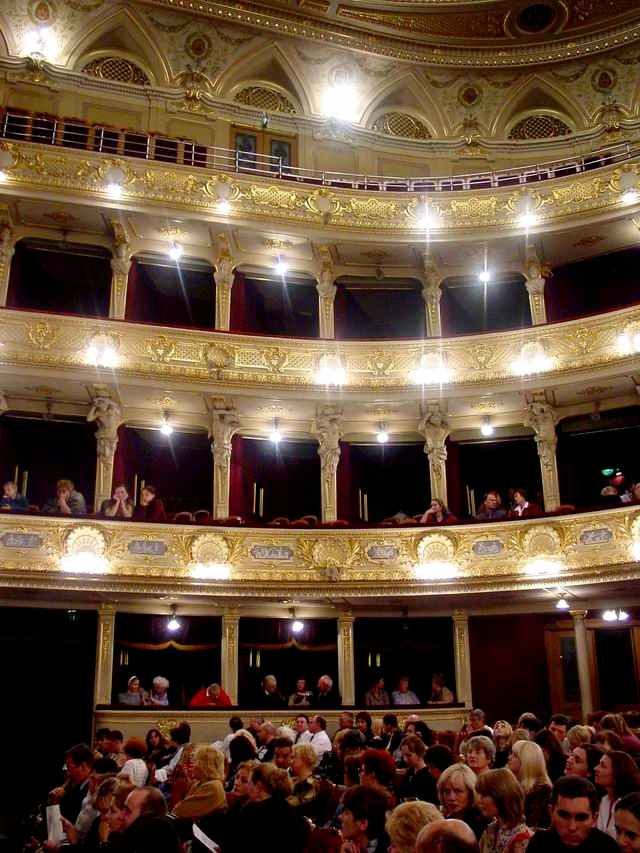
リヴィウオペラ、床からのバルコニーの眺め。.

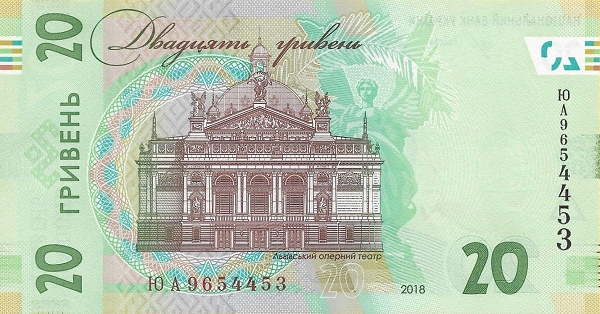
20フリヴニャ紙幣の裏側の劇場

リヴィウ・オペラ・バレエ劇場（ウクライナ語: Львівський національний академічний театр опери та балету імені Соломії Крушельницької、英語: The Solomiya Krushelnytska Lviv State Academic Theatre of Opera and Ballet）は、ウクライナのリヴィウにある劇場。正式名称はウクライナ・リヴィウのソロミヤ・クルシェルニツカ国立歌劇場。

## 概要
劇場ロビーの碑文によると、この建物は1897年から1900年の間に建設され、歴史のいくつかの変化の間ずっと立っていた。もともとリヴィウがオーストリア・ハンガリー帝国 のガリツィアの州都であったとき建設され、リヴィウオペラ（ドイツ語：Lembergerオペラは）最初の終わりに立っていた大公カール・ルートヴィヒ後にグランドシアター（として知られていた、アベニューポーランド：ポーランド第二共和国のTeatrWielki）、そしてソビエト統治時代には、入場した常連客はウラジーミル・レーニンのそびえ立つ像のそばを通り過ぎた。40年間、この劇場はイヴァン・フランコ・リヴィウ州立オペラ・バレエ・アカデミック劇場として知られており、1956年に、市の有名な詩人であり政治活動家であるイヴァン・フランコの生誕100周年にちなんで改名された。2000年、リヴィウ歌劇場は、20世紀初頭の有名なソプラノで市内出身の娘の1人であるソロミヤ・クルシェルニツカにちなんで名前を付けて100周年を祝った。

## 歴史

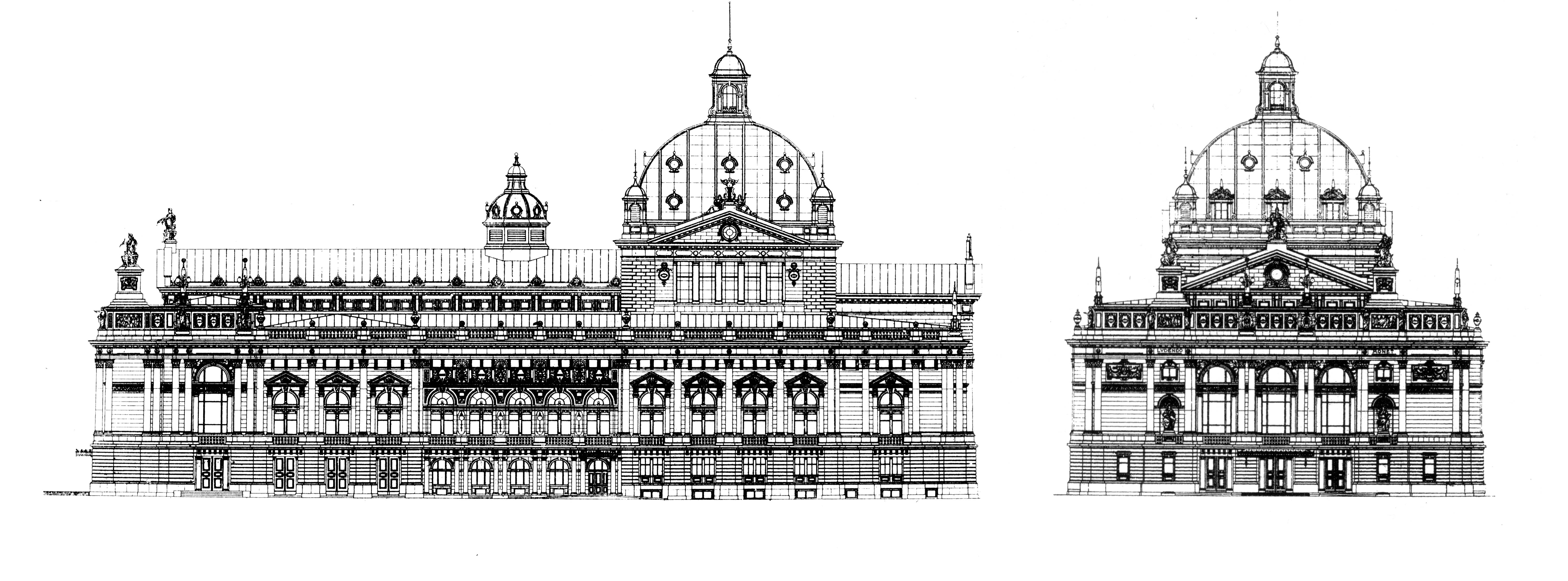
建築家 ジグムント・ゴーゴルースキーのリヴィウオペラの計画

19世紀の終わりに、地元の指導者たちは、ガリツィア (ウクライナ語: Галичина, ポーランド語: Galicja)の州都に大歌劇場を設置する必要性を感じていた。1895年、リヴィウ市は設計コンペを発表し、多数の応募があった.。独立した審査員が選んだの設計はベルリンの建築アカデミーを卒業し、市内のエンジニアリングアカデミーのディレクターを務めていたジグムント・ゴーゴルースキーの案だった。Gorgolewskiは、このエリアがすでに密集しているにもかかわらず、街の中心に建物を配置することを計画して、審査員を喜んで驚かせました。空間問題を解決するために、彼は大胆にポルトヴァ川を地下に封じ込めることを提案し、伝統的な基礎を使用する代わりに、ヨーロッパで初めて鉄筋コンクリートの土台を利用した。
1897年6月、基礎が置かれた。ゴーゴルースキーは、建設、土工、設計を監督し、市内およびそれ以降の主要な石工を採用した。可能な限り地元の素材を使用したが、大理石の要素はウィーンで製造され、ホワイエで塗装するための特別なリネンはベルギーから輸入された。ステージの油圧機械はオーストリアの会社シーメンスによって建設されたが、電気配線や照明はポーランドの鉄道工房会社のSanokが請け負った。
建設は3年間続いた。建設資金は、市、周辺のコミュニティ、自発的な寄付から来た。費用は合計240万オーストリア＝ハンガリー・クローネだった
。
ゴルゴレフスキーが建物の基礎を構築するために使用した技術革新にもかかわらず、トンネル内を流れるポルトヴァ川のためにゆっくりと沈み始めたという話が残っている。1903年7月、ゴルゴレフスキーは心臓の大動脈の麻痺で突然亡くなった。ゴルゴレフスキーの革新的な設計により、建物は最初の沈下の後は、「沈む」のをやめ、今日まで安定している。

## 正式オープン
リヴィウ・オペラ・バレエ劇場は1900年10月4日に正式にオープンした。文化的エリート（画家、作家、作曲家、およびさまざまなヨーロッパの劇場からの代表者）がオープニングフェスティバルに参加した。

## 建築様式

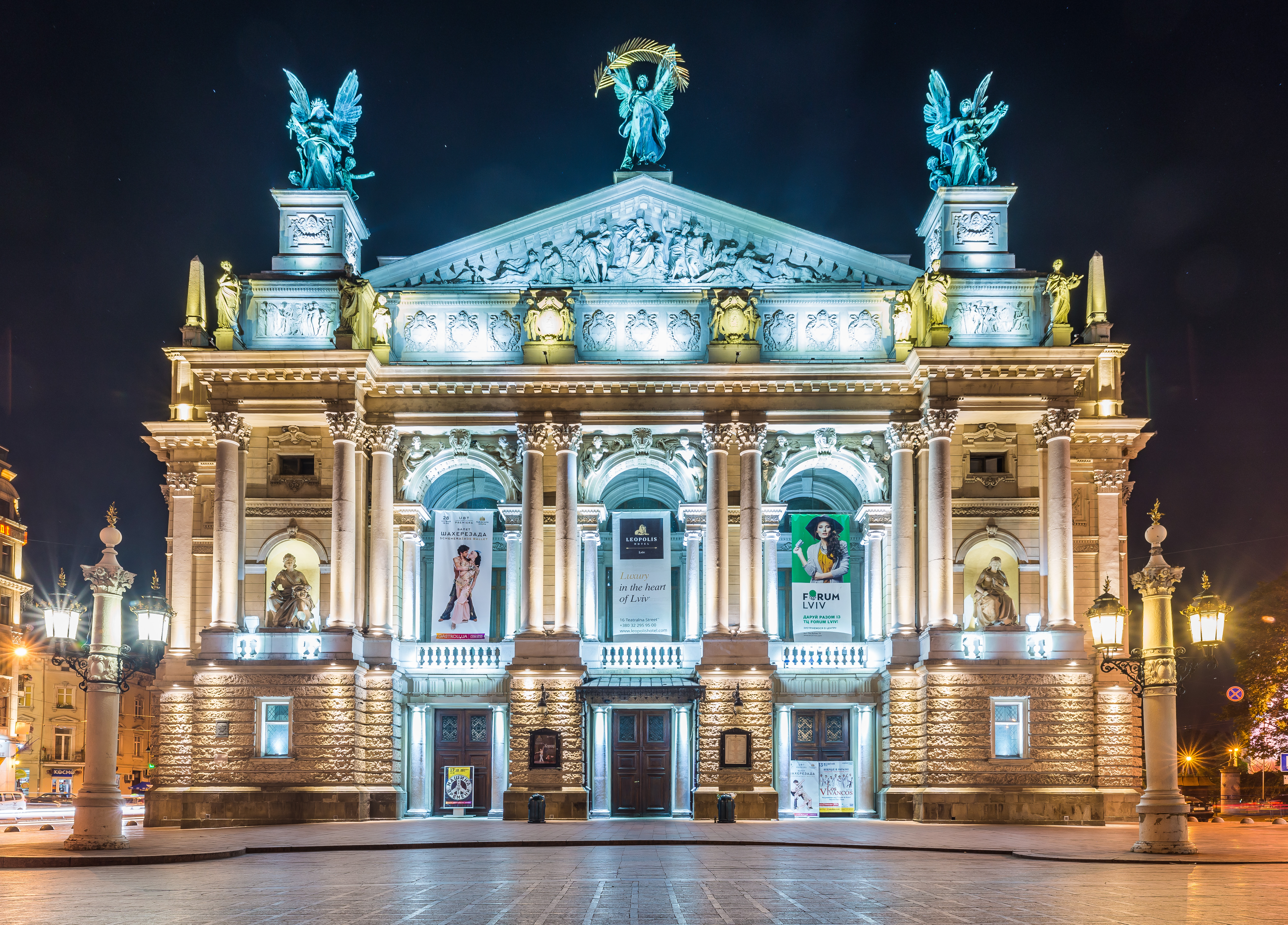
リヴィウ・オペラ・バレエ劇場

リヴィウ・オペラ・バレエ劇場は、ネオルネッサンス様式とネオバロック様式の形式と詳細を使用して、古典的な伝統に基づいて建てられている。アールヌーボーの要素もあります。多層の講堂とホワイエの壁と天井のスタッコモールディングと油絵は、それを豊かなお祝いの外観にします。オペラ座の印象的なファサードは、多数のニッチ、コリント式の柱、ピラスター、手すり、コーニス、彫像、レリーフ、スタッコの花輪で豪華に装飾されている。正面玄関の両側のニッチに立っているのは、AntoniPopielとTadeuszBarączによって彫刻されたコメディと悲劇を表す寓話的な人物である。 ミューズのフィギュアはコーニスの上部を飾る。建物には、栄光、詩、音楽を象徴する大きなブロンズ像が飾られている。
内側と外側が美しく装飾された劇場は、19世紀の終わりに西ヨーロッパの彫刻と絵画の成果の中心になりました。内部の装飾は、当時最も有名なポーランドの芸術家の何人かによって準備された。その中には、Stanisław Wójcik（詩、音楽、名声、幸運、喜劇、悲劇の寓話的な彫刻）、Julian Markowskien、Tadeusz Wiśniowiecki、Tadeusz Barącz、Piotr Wojtowicz（Lvivの腕のコートを描いたレリーフ）、Juliusz Bełtowski（Gorgolewskiの浅浮き彫り）、Antoni Popiel（ファサードを飾るミューズの彫刻）。
インテリアを飾る画家の中には、Tadeusz Popiel（階段）、Stanisław Rejchal（メインホール）、Stanisław Dębicki、Stanisław Kaczor-Batowski、Marceli Harasimowicz（ロビー）。上記のアーティストが監督したチームには、Aleksander Augustynowicz、Ludwik Kohler、Walery Kryciński、Henryk Kuhn、Edward Pietsch、Zygmunt Rozwadowski、Tadeusz Rybkowski、Julian Zuber。メインのカーテンはヘンリク・シェミラツキによって装飾された。